# Hypoponera orba
Hypoponera orba är en myrart som först beskrevs av Carlo Emery 1915.  Hypoponera orba ingår i släktet Hypoponera och familjen myror. Inga underarter finns listade i Catalogue of Life.